# Pierre-Martial Cibot
Pierre-Martial Cibot (ur. 14 sierpnia 1727 w Limoges, zm. 8 sierpnia 1780 w Pekinie), znany także jako Han Guoying (chiń. 韓國英) – francuski uczony, misjonarz i jezuita. Był jednym z ostatnich jezuickich misjonarzy w Chinach. Oprócz tego był wszechstronnie wykształcony i zajmował się kilkoma dziedzinami nauki, między innymi mechaniką i botaniką.
Pierre-Martial był synem Pierre'a Cibota i Pauli Recolet. Do zakony jezuitów dołączył w 1743 roku w Bordeaux. Został poddany standardowej edukacji jezuickiej, obejmującej zarówno przedmioty ścisłe jak i humanistyczne. Oprócz tego studiował filozofię i teologię. W trakcie nauki zainteresował się botaniką. W 1756 roku otrzymał święcenia kapłańskie. Złożył prośbę do władz zakonu o wyjazd na misję i uzyskał zgodę. Wyruszył 7 marca 1758 roku z Lorient. Do Makau dotarł 25 lipca 1759 roku. Rok później, opuścił miasto i przeniósł się do Pekinu, gdzie oprócz pracy misjonarskiej służył też cesarzowi Qianlongowi.
Zajmował się między innymi konstruowaniem zegarów na zamówienie władcy i projektowaniem ogrodów. Działalność misjonarska Cibota była mocno ograniczona z powodu zmiany polityki kościoła wobec metody inkulturacji. Przez bardzo długi czas misjonarze starali się pogodzić chińska kulturę i tradycję z doktryną chrześcijańską. Doszukiwali się wspólnych wartości, łączących system moralny chrześcijaństwa z tym propagowanym przez konfucjanizm. Nie zakazywali chińskim konwertytom kultywować swoich zwyczajów, jednocześnie starali się nadać im chrześcijańskie znaczenie. W czasach w których działał Cibot podejście kościoła było już jednak inne. W 1742 roku zakazano chińskim chrześcijanom uczestniczenia w ceremoniach ku czci przodków. Kościół starał się również zlatynizować obrządek w chińskich kościołach. Z tego powodu Chińczycy, dla których kult przodków i nauki Konfucjusza były bardzo ważne, stali się mniej otwarci na chrześcijaństwo. Cibot działał w zasadzie tylko wśród najniższych warstw społeczeństwa, podczas gdy jego poprzednicy niejednokrotnie pozyskiwali dla chrześcijaństwa uczonych i ludzi ze szczytów władzy.
Cibot prowadził również badania dotyczące historii misji jezuickich w Chinach, oraz studiował chińską literaturę, filozofię, historię i szeroko pojętą kulturę. Nie był odosobniony w swoich działaniach, podobnie czyniło wielu innych misjonarzy. Ich prace zostały wydane w serii pod tytułem Memoires concernant l'histoire, les sciences, les arts, les moeurs, les usages etc. des Chinois, która liczyła siedemnaście tomów i była bardzo ważnym materiałem dla europejskich sinologów. Cibot był jednym z najważniejszych autorów. W swoich tekstach pisał między innymi o zjawiskach przyrodniczych z którymi zetknął się przebywając w Chinach. Opracował teksty z chińskich źródeł historycznych. Napisał długi esej w którym porównywał zwyczaje i tradycje Chińczyków ze zwyczajami Żydów. Przetłumaczył fragmenty dwóch ksiąg z czteroksięgu konfucjańskiego na francuski.
Prawdopodobnie popierał figuryzm, którego zwolennicy uważali iż moralność wynikająca z filozofii konfucjańskiej nie jest sprzeczna z chrześcijańską. Co więcej uważali że klasyczne księgi konfucjanizmu opisują często te same historie co Biblia z tym że są one zniekształcone przez miejscową tradycje i inną mentalność. W Memoires concernant l'histoire... proponował takie właśnie podejście przy interpretacji tekstów chińskich. Interesował się jednak nie tylko konfucjanizmem ale również innymi religiami i filozofiami które miały swoich zwolenników w Chinach. Opisał między innymi korzyści zdrowotne płynące z ćwiczeń wykonywanych przez zwolenników taoizmu. Jako botanik i miłośnik przyrody opisał wiele gatunków roślin i zwierząt występujących w Chinach, między innymi kapustę pekińską. W 1776 roku otrzymał tytuł honorowego członka Akademii Nauk w Sankt Petersburgu. Zmarł w 1780 roku w Pekinie. Bardzo niekorzystny wpływ na stan jego zdrowia miała prawdopodobnie informacja o kasacie zakonu jezuitów, która dotarła właśnie do Chin.